# イカキング
イカキングは、石川県鳳珠郡能登町にあるモニュメントである。

## 解説
2021年3月、能登町の九十九湾沿いにある観光物産施設「のと九十九湾観光交流センター」（愛称「イカの駅つくモール」）の屋外に設置されたスルメイカの巨大モニュメントで、当時拡大していた新型コロナウイルス感染症終息後の観光振興を狙い、同感染症対策の臨時交付金（新型コロナウイルス感染症対応地方創生臨時交付金）のうち2500万円を充てて制作された。
設置の主な目的は観光誘客による町内経済の回復であるが、日本海大和堆でのイカ漁は不漁が続いていることから、地元漁師を励ます意味も込められている。町によると国が示した交付金活用事例のうち、「経済活動の回復」の中の「地域の魅力磨き上げ事業」に該当する事業として、プロポーザル方式（企画提案方式）で募集し実施した。
モニュメントは繊維強化プラスチック (FRP) 製で、内部は鉄骨造。大きさは全長13メートル、高さ4メートルで、重さは5トンに及ぶ。長い腕で絡みつかれたり、口から内部に入ることでイカに食べられていたりするように見える設計になっている。
同年6月16日に公募により愛称をイカキングと命名、同年6月20日に案内板が設置された。
2024年1月1日に発生した能登半島地震の際、同地に津波が襲来したが、イカキングに目立った損傷はなかった。つくモールは地震の影響で休業していたが、4月8日より営業を再開した。
2025年6月22日にイカの駅つくモール開業5周年を祝い、イカキングの前で「イカキングフェス」が開催された。

## 批判と評価
設置当初は、新型コロナウイルス対策と無関係ではないかとの声や、再塗装費用として5年ごとに150万円かかるため「税金の無駄遣い」との批判があり、交付金の使途の是非についてイギリスのBBCなど国外メディアに記事を引用された中日新聞は、社説にて「行政側の交付金の使途は適切との主張は無理がある」「予算案は本会議でも質疑がなく可決。町執行部と議会のなれ合いではないか」「コロナ禍の最中で感染防止や医療体制の整備など手厚くすべき政策なども考えられた」と、町および議会を批判した。NPO法人Tansaは、新型コロナウイルス臨時交付金が使われた約6万5000事業、3兆円分を調査しデータベース化したうち、税金の無駄遣いと考えられるものの中で目立つ100事業を選び「全国の無駄遣いワースト100事業」として公表しており、その中にイカキングも含まれている。また、九十九湾の小木港と並ぶイカの三大漁港である北海道函館市の函館港に設置された「イカモニュメント」も、イカキング同様に国の交付金「ふるさと創生事業」が使われたことで批判されている。
一方、2022年8月29日に町が公表した調査結果によれば、設置費用の22倍である約6億400万円の経済効果があり、テレビなどによる宣伝効果は18億円に上った。町では、設置効果について「賛否両論ではあるがメディアに取り上げられて注目度が高まり、地元住民や観光客の間で人気の写真スポットとなっているほか、子どもたちの遊具としての機能も果たしている」と検証しており、町内の産業団体や住民組織などで構成する能登町創生総合戦略推進会議は、13名の委員のうち9名が「非常に効果があった」または「効果があった」と評価した。2022年6月 - 8月に町がつくモール来場者を対象に実施したアンケートでは、半数近くがイカキングを目当てに来場したと回答した。SNS上では、イカキングの上に雪が積もった様子が「冷凍イカ」と呼ばれて人気を博しており、つくモールの休館日もイカキングの周囲は雪上に多くの足跡が残されている。
2024年6月に鹿児島県南さつま市にて特産品のヒゲナガエビのモニュメントを作る計画が上がった際には、イカキングが成功例として挙げられた。また能登半島地震の際にイカキングに被害がなかったことから、能登町ではイカキングが地震からの復興のシンボルとなることを期待している。
2024年10月1日、イカキングは珠洲警察署と珠洲能登少年補導員連絡協議会から珠洲能登少年補導員名誉会長を委属され、イカキングのX公式アカウントを活用して児童の犯罪被害を防ぐための情報を広く発信することになった。任期は同年12月末まで。

## 交通
かつてのと鉄道能登線九十九湾小木駅が付近にあったが、イカキング設置前の2005年4月1日に廃止されている。つくモールでは自動車、路線バスの利用を案内している。